# NGC 3398
NGC 3398 é uma galáxia espiral (Sa) localizada na direcção da constelação de Ursa Major. Possui uma declinação de +55° 23' 28" e uma ascensão recta de 10 horas, 51 minutos e 31,2 segundos.
A galáxia NGC 3398 foi descoberta em 17 de Abril de 1789 por William Herschel.